# 신애라
신애라(辛愛羅, 1969년 3월 7일 ~ )는 대한민국의 배우이다.

## 생애
1989년 MBC 특채 탤런트로 드라마 《천사의 선택》을 통해 데뷔하였다. 어머니는 방송작가 우명미이다. MBC 드라마 《사랑을 그대 품안에》에 함께 출연한 차인표와 1995년 3월에 결혼하였다. 2000년 MBC 《남의 속도 모르고》 이후 2005년 SBS 《불량 주부》로 정극 복귀했다. 2007년 1월 막을 내린 SBS 금요드라마 마이 러브에서 독신모 역할을 맡았고, 2011년 MBC 《불굴의 며느리》에서 주연을 맡았다. 기독교 신앙 활동과 자녀 유학을 위해 미국 캘리포니아 주에 위치한 3차 교육기관인 히즈 대학교에 등록하여 자녀들과 함께 미국으로 유학을 떠났다. 이후 2020년 tvN 드라마 《청춘기록》로 복귀하였다.
차인표와 결혼 후 외동아들 슬하 1남 차정민을 두었다.

## 학력
- 서울언북초등학교 졸업 (1981년)
- 정신여자중학교 졸업 (1984년)
- 숙명여자고등학교 졸업 (1987년)
- 중앙대학교 연극영화학과 학사 (87학번)
- HIS UNIVERSITY 기독교 상담학 석사

## 출연작

### TV 드라마
- 2020년 tvN 월화드라마 《청춘기록》 ... 김이영 역
- 2013년 SBS 일일연속극 《못난이 주의보》 ... 진선혜 역(특별출연)
- 2011년 MBC 일일드라마 《불굴의 며느리》 ... 오영심 역
- 2006년 SBS 금요드라마 《마이 러브》 ... 장미란 역
- 2005년 SBS 월화드라마 《불량 주부》 ... 최미나 역
- 2004년 KBS2 수목드라마 《풀하우스》 ... 결혼식 하객 역(특별출연)
- 2000년 MBC 청춘시트콤 《가문의 영광》 ... 애라 역
- 1999년 MBC 주말드라마 《남의 속도 모르고》 ... 나도해 역
- 1997년 SBS 드라마 스폐셜 《장미의 눈물》 ... 백장미 역
- 1997년 SBS 70분드라마 《베이비 블루스 두번째 이야기 - 육아일기》 ... 희주 역
- 1997년 SBS 70분드라마 《베이비 블루스 첫번째 이야기 - 태아일기》 ... 희주 역
- 1997년 MBC 《베스트극장 - 짐작과는 다른 일들》
- 1997년 MBC 3·1절 특집극 《사랑의 조건》 ... 정민 역
- 1995년 SBS 월화드라마 《야망의 불꽃》 ... 김채현 역
- 1994년 MBC 《사랑을 그대 품안에》 ... 이진주 역
- 1994년 SBS 월화드라마 《세 남자 세 여자》 ... 차세란 역
- 1993년 KBS2 《연인》 ... 민희경 역
- 1993년 SBS 소설극장 《우리들 뜨거운 노래》 ... 재희 역
- 1992년 KBS1 《언제나 신혼》 ... 고만순 역
- 1992년 SBS 주말극장 《모래위의 욕망》 ... 소영 역
- 1991년 MBC 《사랑이 뭐길래》 ... 박정은 역
- 1991년 KBS2 《밥상을 차리는 여자》 ... 은수 역
- 1990년 KBS2 《드라마게임 - 명마》 ... 은경 역
- 1990년 KBS2 《야망의 세월》 ... 최태희 역
- 1990년 MBC 《나의 어머니》 ... 둘째 며느리 역
- 1990년 KBS 《사랑이 꽃피는 나무》 ... 영선 역
- 1989년 MBC 《천사의 선택》 ... 화경 역

### 영화
- 2023년 《보이지 않아》 ... 지윤 역
- 2009년 《작은 영웅 데스페로》(애니메이션) ... 나레이션
- 2006년 《아이스케키》 ... 영래 엄마 역

### 방송
- 2020년 KBS1 《다큐 인사이트 - 시간을 담는 셰프》 내레이션
- 2020년 Tvn 《신박한 정리》MC
- 2020년 채널A《요즘육아 금쪽같은 내새끼》MC
- 2018년 SBS 《미운 우리 새끼》
- 2018년 SBS 《집사부일체》
- 2014년 KBS2 《해피선데이 - 슈퍼맨이 돌아왔다》 내레이션
- 2013년 O'live 《신애라의 요리의 정석》 내레이션
- 2012년 대교어린이TV 《우리 아이 행복 찾기》 내레이션
- 2010년 Story on 《70일 두뇌계발 프로젝트 영재의 비법》 MC
- 2009년 EBS 《따개비 루》(TV 애니메이션) 내레이션
- 2009년 MBC 휴먼다큐멘터리 《사랑 - "로봇다리 세진이" 편》 내레이션
- 2009년 SBS 스페셜 《자연으로 돌아간 반달가슴곰》 내레이션
- 2002년 SBS 《프로그램 탐험 트루스토리》 내레이션
- 2001년 MBC 《칭찬합시다》 MC
- 1999년 EBS 《육아일기》 MC
- 1999년 MBC 《우리 용서합시다》 MC
- 1999년 SBS 《접속! 무비월드》 MC
- 1998년 MBC 《어린이에게 새 생명을》 MC
- 1998년 MBC 《사랑의 스튜디오》 MC
- 1997년 KBS2 《꿈의 스튜디오》 MC
- 1994년 MBC 《그사람 그후》 MC
- 1992년 MBC 《일요일 일요일 밤에 - 몰래카메라》
- 1992년 MBC 《총집합 설날 큰잔치》 MC
- 1991년 MBC 《주말 코미디극장》 MC
- 1991년 MBC 《여기 젊음이 - 91 대학생이 뽑은 삶의 노래 사랑의 노래》 MC
- 1991년 MBC 《창사 30주년 기념 - 청소년을 위한 음악회》 MC

### 라디오
- 2003년 KBS 제2라디오 《신애라의 밤을 잊은 그대에게》
- 1997년 MBC FM 《정오의 희망곡》
- 1995년 KBS 제2FM 《영화음악실》
- 1992년 KBS 제2FM 《오늘같은 밤엔》
- 1991년 SBS FM 《기쁜 우리 젊은 날》

### 뮤지컬
- 2009년 《진짜진짜 좋아해》 ... 신장미 역
- 1998년 《넌센스》 ... 로버트앤 역
- 1994년 《웨스트 사이드 스토리》 ... 마리아 역

### 연극
- 2003년 《희한한 구둣방집 마누라》 ... 젊은 부인 역
- 1992년 《신의 아그네스》 ... 아그네스 역

### CF
- 1992년 오리온 마일드초코
- 1992년 동서식품 맥스웰하우스
- 1992년 오리온 쿠키맨화이바
- 1992년 오리온
- 1992년 CJ라이온 슈슈 코팅샴푸
- 1993년 에스콰이아 비아트
- 1993년 빙그레 맛보면
- 1993년 웅진씽크빅 마이웨딩
- 1993년 동아오츠카 화이브미니
- 1994년 CJ라이온 네오슈슈
- 1995년 상일리베가구
- 1995년 애경백화점
- 1996년 피죤 다리오
- 1996년 피죤 파라클
- 1996년 피죤 종이팩 피죤
- 1997년 피죤 보충형 손잡이 피죤
- 1999년 피죤 색바램 방지 피죤
- 1999년 남양유업 아기사랑 수
- 1999년 위니아전자 대우공기방울세탁기보송뽀쏭
- 2000년 한국P&G 샤민로즈
- 2000년 애경산업 블루칩비누 (with 차인표)
- 2000년 알로에마임 (with 차인표)
- 2000년 LG전자 LG김장독
- 2000년 농심 어머니찌개양념
- 2001년 SK브로드밴드 시외전화 (with 차인표)
- 2001년 해태음료 과일촌CA&DHA
- 2001년 ~ 2002년 금성출판사 크니크니 (with 차인표)
- 2002년 ~ 2006년 한우리열린교육 한우리독서토론논술
- 2002년 동성제약 훼미닌 스타일리스트
- 2002년 센추리에어컨 (with 하희라, 유호정)
- 2002년 CJ제일제당 햄스빌
- 2002년 ~ 2014년 동서식품 포스트
- 2002년 SK텔레콤 CARA
- 2003년 ~ 2004년 삼성물산 로가디스 (with 차인표)
- 2003년 서울우유
- 2003년 우림건설 루미아트 (with 차인표)
- 2004년 동서식품 동서벌꿀
- 2005년 롯데제과 몽쉘 (with 김지민)
- 2006년 옥시레킷벤키저 옥시크린O2액션크리스탈화이트
- 2007년 기아자동차 오피러스 (with 차인표)
- 2009년 SK에너지
- 2010년 중앙M&B 여성중앙
- 2011년 GS홈쇼핑
- 2012년 대상 청정원 순창고추장
- 2021년 e상상코칭

## 수상
- 2011년 MBC 드라마대상 연속극부문 여자 최우수연기상
- 2010년 제4회 포니정 혁신상 (차인표-신애라 부부)
- 2009년 한국최고경영자회의 봉사인 부문 대상
- 2009년 KCS 봉사상
- 2008년 제20회 아산상 특별상
- 2005년 환경재단 선정 "세상을 밝게 한 100인"
- 2003년 제2회 스타 선행대상 (차인표-신애라 부부)